# 1051
1051 (MLI) fue un año común comenzado en martes del calendario juliano.

## Acontecimientos
- 11 de enero: en Bizancio, Teodora Porfirogeneta es coronada emperatriz.
- 19 de mayo: Enrique I de Francia se casa con Ana de Kiev en la catedral de Reims.
- En Inglaterra, Godwin de Wessex es exiliado por el rey Eduardo el Confesor por rechazar emprender acciones contra la gente de Dover. Vuelve al año siguiente.
- Hilarión de Kiev se convierte en el primer metropolita nativo de la Iglesia ortodoxa en la Rus de Kiev. Creó, en Kiev y Nóvgorod, una escuela de copistas y traductores.
- Primera redacción del Código ruso.
- Guillermo de Normandía lucha por su vida y la corona en Normandía.